# Тома Семафорџија
Тома Семафорџија : социолошки портрет перача шофершајбни је монографија историјског социолога, социолога религије и ромолога, доктора социологије и ванредног професора на Универзитету у Нишу Драгана Тодоровића и социолога религије, ромолога и кафанолоага Драгољуба Б. Ђорђевића, објављена 2020. године у заједничком издању Машинског факултета из Ниша и Прометеја из Новог Сада. Аутор поговора је Милана Љубичић, а књигу је илустовала Мирослава Анђелковић.

## О ауторима
- Драган Тодоровић  (1971) је редовни професор на департману за социологију Филозофског факултета, Универзитета у Нишу. Уредник је серије Philosophy, Sociology, Psychology and History часописа Facta Universitatis Универзитета у Нишу. Самостално и у коауторству је написао и приредио 30 књига и зборника.[3]
- Драгољуб Б. Ђорђевић (1954) је доктор социолошких наука, социолог религије, ромолог и кафанолог, редовни професор Социологије културе и морала и Професионалне етике инжењера, био шеф катедре за друштвене науке Универзитета у Нишу – Машински факултет, специјализирао социологију религије на Филозофском факултету Московског државног универзитета „Ломоносов“ и на Институту за друштвена истраживања Свеучилишта у Загребу. Добитник је Награде Десимир Тошић 2011. године за најбољу књигу из публицистике Казуј крчмо Џеримо. Аутор и приређивач је преко педесет књига и зборника.[4]

## О књизи
Тома Семафорџија : социолошки портрет перача шофершајбни је монографија којој је део текста упоредо на српском, енглеском, ромском и руском језику.
Књига и портрет Томе Семафорџије су настали на основу деценијског примарног искуства истраживача Драгана Тодоровића, Јелене Динић и Младена Митровића. Како аутори кажу скоро су свакодневно посматрали понашање брисача шофершајбни на распутици, често разговарали на његовом радном месту или за време пауза. Фотографисали су га у различитим ситуацијама, прикупљали основне податке о њему од особа које су обављале исти посао као и он, који га добро знају. Прикупљани су подаци и мишљења и возача нерома. Аутори су успели да направе присан, интиман опис лика Томе Семафорџије.
Нишки перач шофершајбни Тома Семафорџија је уствари Томислав Асановић, који представља образац многих уличних рударских занимања. Са примерима људи из исте бранше, књига открива много више од портрета Асановићаевог живота и рада који гради на тачно одређеној раскрсници, односно територији у Константиновом граду. Семафорџија је осим ромске, припадник и других мањина, он је хром, глувонем, а ипак и типичан и изузетан. Потекао је из средине уроњене у беду и сада солидно зарађује. Тома Семафорџија је пре свега омиљен градски лик. Није свадљив и дрзак, врло проницљив, никада намргођен и љутит.